# Mar Zeraus
Mar Zeraus es el seudónimo utilizado por Rosa María García Suárez (Las Palmas de Gran Canaria, 1972), poeta y escritora española, para firmar sus obras literarias. Su producción poética ha recibido diversos galardones, entre ellos, los premios de Poesía Ángel Martínez Baigorri, el Premio Nacional de Poesía Acordes y el Premio Treciembre, de Valladolid.      

## Trayectoria
Estudió Trabajo Social en la Universidad de Las Palmas de Gran Canaria y un postgrado en Mediación Familiar en la UNED. Se inicia en el mundo de la literatura en 2014 con la asistencia de talleres de escritura de mano del escritor Alexis Ravelo y del poeta Pedro Flores.
Participa en diferentes antologías y eventos literarios como el organizado en homenaje al artista de Lanzarote, César Manrique, en la Feria del Libro de Fuerteventura, 2019; en el Encuentro de Poesía Intergeneracional Canaria, Épica, celebrado en Tenerife, Fuerteventura y Gran Canaria en 2021; el X Festival de Poesía Poetas en Mayo, de Vitoria Gasteiz en 2022; en el Festival Baltasar Espinosa en Gáldar o en el I y II Festival de Poesía ‘Versos, Volcanes y Viento’ en Lanzarote, 2022 y 2025, entre otros.
En el año 2023, se alza con el XXXIX Premio de Poesía Ángel Martínez Baigorri, convocado por el Ayuntamiento de Lodosa, con su obra Huesos de santo. En 2025, gana dos nuevos premios de poesía, el XXXIII Premio Nacional de Poesía Acordes en Espiel, Córdoba y el IX Premio Nacional de Poesía Treciembre en Valladolid.
Su obra, tanto en poesía como en microficción y relatos se encuentra recogida en diversas antologías y obras colectivas. Publica poemas, microrrelatos y reseñas de libros en diferentes revistas literarias y blogs, como Cuentos para el Andén, Optiks Magazine, Salitre, Minatura, Versados, Aguaviva, Palabra y Verso, etc. En el año 2023, protagoniza la Charla Literaria 'El Ultílogo' que impulsa la escritora y periodista canaria, Josefa Molina.
Está incluida en la Biblioteca Canaria de Escritores y Escritoras. En el año 2024, el Ayuntamiento de Telde (Gran Canaria) la distingue con la Medalla al Mérito Cultural en reconocimiento a su obra dentro del panorama literario canario.

## Premios
- 2º Premio Concurso de Poesía 2014, Ayto. de Tejeda, Poema “Los Almendros en Flor”.
- 1º Premio Concurso de Poesía 2015, Ayto. San Bartolomé de Tirajana, Poema "Bordados"[15]
- Finalista en el I Premio Narrativa Breve de la Feria del Libro de Las Palmas de GC, 2015, con el relato "Precipicio".
- 1º Premio Certamen Relatos Eróticos, Talleres Socioculturales Canarias, 2016, con el relato "El séptimo cielo".
- 2º Premio Certamen Relatos Cortos, Ayto. de Agüimes, 2017, con el relato "El trayecto hasta casa".
- 1º Premio Certamen de Poesía "El Almendro en Flor", 2018, Ayto. San Bartolomé de Tirajana, Poema "Despertar".[16]
- Mención Especial en el II Concurso de Microrrelatos "Sumando Capacidades", SINPROMI, Cabildo de Tenerife, 2018, con el micro en versión Lectura Fácil: "A rayas y sombras".[17]
- Finalista VI Concurso de relatos cortos deportivos APDV. Ayuntamiento de Valladolid, 2020, con el relato "Running".[18]
- Finalista en el 26º Premio Internacional de Poesía Tomás Morales 2021, con el poemario Los versos de un acomodador en paro.[19]
- XXXIX Certamen Poético Ángel Martínez Baigorri, 2023, con el poemario Huesos de santo. Ayuntamiento de Lodosa, Navarra.
- I Premio de Poesía Social Balbina Rivero, 2024, de ACTE Canarias, con el libro Claustro de dioses. Tenerife.[20]
- Finalista del Premio de Poesía Pedro García Cabrera, 2024. Santa Cruz de Tenerife.[21]
- XXXIII Premio Nacional de Poesía Acordes, 2025, con el libro El desarme nuclear de mis recuerdos. Espiel, Córdoba.[22]
- IX Premio Nacional de Poesía Treciembre-José Luis Quintanilla Sagüillo, 2025, con el libro Con sal en la memoria. Valladolid[23]

## Obra
Poesía
- 2015, Después de ti. Editorial Artgerust. 2015. ISBN: 9788416514601
- 2022, Los versos de un acomodador en paro. Editorial Nectarina, Tenerife, 2022. ISBN: 9788412627718[24]
- 2023, Tiro porque me toca. Editorial Fuerte Letra, Tenerife, 2023. ISBN: 978-84-126909-0-3[25]
- 2023, Huesos de santo. Con prólogo de Pedro Flores, Gráficas Pamplona, SL., Ayuntamiento de Lodosa. 2023,  ISBN: 978-84-09-45996-4[26]
- 2024, Claustro de dioses. Editorial Escritura entre las nubes. ACTE, Tenerife, 2024  ISBN: 978-84-19295-83-5
- 2025, El desarme nuclear de mis recuerdos. Editado por el Ayuntamiento de Espiel, Córdoba.
- 2025, Con sal en la memoria. Editorial Azul, Valladolid, 2025. ISBN: 979-13-87696-03-0

Novela
- 2021, Precipicio. Editorial Canarias ebook, 2021. ISBN: 978-84-18704-27-7 [27]

Relatos
- 2019, Próxima parada. Editorial Canarias ebook, 2019. ISBN: 9788417562427[28]
- 2022, Arena en los ojos. Libro digital de microrrelatos. Editorial BGR, 2022 ASIN: B0B3BS9CD9[29]

Infantil
- 2018, Descubre y colorea Valsequillo de Gran Canaria. Guía infantil, Canarias ebook, 2018. ISBN: 978-84-17562-03-8[30]